# Pall
La Pall est un ruisseau de Belgique et du Grand-Duché de Luxembourg, affluent de l'Attert faisant partie du bassin versant du Rhin.

## Géographie
La Pall a ses sources dans la région de Bonnert et Tontelange. Elle passe la frontière au lieu-dit Diggel en amont de la localité d'Oberpallen où elle reçoit sur sa rive gauche le ruisseau Peilz. 
Se dirigeant vers l'est, son premier affluent en rive droite est le Merelbaach en amont de Levelange.
À hauteur de Niederpallen, elle reçoit son deuxième affluent droit, le Naerdenerbaach, pour ensuite continuer vers le nord-est et se jeter dans l'Attert en amont de Reichlange.
- Altitude à la source : 325 mètres
- Altitude à l'embouchure : 252 mètres
- Longueur : 10 600 mètres dont 1 400 en territoire belge.

## Histoire
Son dénivelé relativement important ainsi qu'un débit très régulier de ses sources et de celles de ses affluents issues toutes de la nappe phréatique importante à la base du grès de Luxembourg, permettaient jadis la construction de plusieurs moulins sur son trajet. 
Ainsi on retrouvait d'en amont vers l'aval :
- en Belgique :
  - deux moulins au lieu-dit Platinerie près de Tontelange dont un encore habité, l'autre étant en ruines.
  - le moulin dit Grubermühle situé aux abords de la frontière et qui fait encore aujourd'hui office de station de pompage pour une partie de l'eau potable de la ville d'Arlon.

- au Grand-Duché de Luxembourg :
  - Le moulin d'Oberpallen dit Moulin Peiffer (du nom de son ancien propriétaire), aujourd'hui occupé par un petit-fils de ce dernier et qui l'a complètement mis en restauration.
  - Le moulin de Levelange
  - Le moulin de Niederpallen